# Jacobo Prías Álape
Jacobo Prías Álape, conocido como Charro Negro, (1920- Gaitania,Tolima 11 de febrero de 1960) fue un dirigente agrario, guerrillero y político colombiano. Fue miembro del Partido Comunista Colombiano y asesinado el 11 de febrero de 1960 en Gaitania. Su muerte dio inicio al actual conflicto armado interno de  Colombia.

## Biografía
Su nacimiento fue en 1920, realizó actividad liderando a los campesinos del departamento del Tolima y del Huila. Conocía a Manuel Marulanda Vélez, alias Tirofijo, desde la época de La Violencia, comandando juntos las guerrillas comunistas del sur del Tolima donde Charro Negro le enseñó a leer. Ingresaron juntos al Partido Comunista y se casó con Rosa Marín, una de las hermanas de Tirofijo. Juntos comandaron las guerrillas comunistas del Sur del Tolima, al salir de El Davis donde se dividieron los limpios (liberales) y los comunes (comunistas) , se dirigieron a Riochiquito y a Marquetalia.
Fue elegido miembro del Comité Central del Partido Comunista Colombiano. Prías Alape viajaría a la Unión Soviética a estudiar junto a otros campesinos.
Como guerrillero, se acogió a las amnistías del gobierno de Gustavo Rojas Pinilla y del gobierno deAlberto Lleras Camargo, este último bajo el Frente Nacional en 1958.

## Muerte
Fue asesinado en Gaitania, junto a dos campesinos que lo acompañaban por parte de bandoleros al mando de Jesús María Oviedo alias Mariachi, relacionado con el gobierno, lo que desencadenó las bases para que las antiguas guerrillas liberales y comunistas del Tolima, al mando de Manuel Marulanda, se volvieran a armar, las cuales terminarían siendo las bases de las posteriormente llamadas Fuerzas Armadas Revolucionarias de Colombia (FARC-EP), uno de los actores principales del Conflicto armado interno de Colombia hasta su desmovilización en 2016, producto del acuerdo de paz firmados con el gobierno.

## Menciones
El periodista y escritor Arturo Álape tomó su apellido como homenaje a este líder campesino asesinado, y la otrora guerrilla de las FARC-EP denominó a una de sus Columnas Móviles con su nombre.